# Bryantiella glutinosa
Bryantiella glutinosa là một loài thực vật có hoa trong họ Polemoniaceae. Loài này được (Phil.) J.M.Porter mô tả khoa học đầu tiên năm 2000.